# Stagno Lombardo
Stagno Lombardo ist eine norditalienische Gemeinde (comune) mit 1437 Einwohnern (Stand 31. Dezember 2023) in der Provinz Cremona in der Lombardei. Die Gemeinde liegt etwa 9 Kilometer südsüdöstlich von Cremona am Po und grenzt an die Provinzen Parma und Piacenza (Emilia-Romagna). Im Mittelalter hieß der Ort noch Stagno Pagliaro.

## Persönlichkeiten
- Gianni Ferlenghi (1931–2023), Radrennfahrer
- Giuseppe Soldi (* 1940), Radrennfahrer